# Bourama Sidibe
Bourama Sidibe (Bamako, Mali; 1 de noviembre de 1997) es un baloncestista maliense. Con 2,08 metros de estatura, juega en la posición de pívot.

## Trayectoria deportiva
Es un jugador formado en la Saint Benedict's Preparatory School de Newark (Nueva Jersey), hasta que en 2017 ingresó en la Universidad de Siracusa en Siracusa, Nueva York, para jugar durante cinco temporadas con los Syracuse Orange. 
Tras no ser drafteado en 2022, el 9 de agosto de 2022, firma por el Palencia Baloncesto de la Liga LEB Oro. El 15 de septiembre de 2022, el club palentino anuncia la rescisión del contrato del jugador maliense.